# علم اجتماع المعرفة العلمية
علم اجتماع المعرفة العلمية (بالإنجليزية: Sociology of scientific knowledge)‏ هو دراسة العلم كنشاط اجتماعي، خاصة التعامل مع الظروف والآثار الاجتماعية للعلم، ومع البنيات الاجتماعية، وعمليات النشاط العلمي. علم اجتماع الجهل العلمي هو مكمل لعلم اجتماع المعرفة العلمية. للمقارنة بينهما، يدرس علم اجتماع المعرفة تأثير المعرفة الإنسانية والأفكار السائدة على المجتمعات، والعلاقات بين المعرفة والسياق الاجتماعي الذي تنشأ فيه.
يدرس علماء اجتماع المعرفة العلمية تطور المجال العلمي ويحاولون تحديد النقاط القائمة على الصدفة، أو المتسمة بالمرونة التفسيرية حيثما تواجد الغموض. قد تكون هذه الاختلافات مرتبطة بمجموعة متنوعة من العوامل السياسية، أو التاريخية، أو الثقافية، أو الاقتصادية. يمكن القول بشكل حاسم أن هذا المجال لا يتحرك سعيًا لتعزيز النسبية أو مهاجمة المشروع العلمي؛ هدف الباحث شرح سبب نجاح تفسير علمي واحد بدلاً من تفسير آخر نتيجة الظروف الاجتماعية والتاريخية الخارجية.
ظهر هذا الحقل في أواخر الستينيات وأوائل السبعينيات، وكان في البداية ممارسة بريطانية حصرية تقريبًا. كانت هناك أيضًا مراكز أخرى مبكرة لتطوير هذا الحقل العلمي في فرنسا وألمانيا والولايات المتحدة (لا سيما في جامعة كورنيل). من المنظرين الرئيسيين: باري بارنز، وديفيد بلور، وسال ريستيفو، وراندال كولينز، وغاستون باشيلارد، وهاري كولينز، وكارين كنور سيتينا، وبول فييرابيند، وستيف فولر، ومارتن كوش، وبرونو لاتور، ومايك مولكاي، وديريك جيه دي سولا برايس، ولوسي سوشمان، وأنسيلم شتراوس.

## البرامج والمدارس
ظهر علم اجتماع المعرفة العلمية في نسخته الإنجليزية في سبعينيات القرن الماضي في معارضة واعية لعلم اجتماع العلوم المرتبط بالأميركي روبرت ك. ميرتون، الذي يُعتبر عمومًا أحد المؤلفين الرئيسيين في علم اجتماع العلوم. كان ميرتون ما يمكن أن يُسمى «عالم اجتماع العلماء»، إذ ترك المحتوى المعرفي للعلم خارج الحسابات الاجتماعية؛ بينما يهدف علم اجتماع المعرفة العلمية على النقيض من ذلك إلى تقديم تفسيرات اجتماعية للأفكار العلمية نفسها، آخذًا زمام المبادرة من بعض جوانب عمل توماس س. كون، وأيضًا بشكل خاص من التقاليد الراسخة في الأنثروبولوجيا الثقافية (دوركهايم، وموس) وكذلك فيتجنشتاين الذي لحقهم. قارن ديفيد بلور، وهو أحد أبطال علم اجتماع المعرفة العلمية الأوائل، ما يسمى بـ«البرنامج الضعيف» والذي يقدم تفسيرات اجتماعية للمعتقدات العلمية الخاطئة فقط، مع ما أسماه بـ«البرنامج القوي»، والذي يعتبر العوامل الاجتماعية مؤثرة على كافة المعتقدات.
يعتبر البرنامج الضعيف وصفًا للمقاربة أكثر من كونه حركة منظمة. يُطبق المصطلح على المؤرخين وعلماء الاجتماع وفلاسفة العلوم الذين يستشهدون بالعوامل الاجتماعية باعتبارها مسؤولة عن تلك المعتقدات التي ثُبت خطأها فقط. يُقال إن إمري لاكاتوس وتوماس كون (في بعض حالاته) استعملا هذا البرنامج. يرتبط البرنامج القوي بشكل خاص بعمل مجموعتين: «مدرسة إدنبرة» (ديفيد بلور، باري بارنز، وزملاؤهم في وحدة الدراسات العلمية بجامعة إدنبرة) في السبعينيات والثمانينيات، و«مدرسة باث» (هاري كولينز وآخرون في جامعة باث) في الفترة نفسها. روج علماء إدنبرة، وعلماء اجتماع باث بالترويج للبرنامج القوي والبرنامج التجريبي، للنسبوية على التوالي. ارتبط علم اجتماع المعرفة العلمية في الثمانينيات بتحليل الخطاب المطبق في العلوم (قام بهذا مايكل ملكي من جامعة يورك)، فضلاً عن الاهتمام بالقضايا الانعكاسية الناشئة عن التناقضات المتعلقة بموقف علم اجتماع المعرفة العلمية النسبي تجاه العلم، وحالات ادعائه للمعرفة (ستيف وولجار، مالكولم أشمور).
يمتاز علم اجتماع المعرفة العلمية بشبكة علاقات دولية كبرى من خلال جمعياته الرئيسية (4S)، و(EASST)، مع مجموعات اُسست مؤخرًا في اليابان، وكوريا الجنوبية، وتايوان، وأمريكا اللاتينية. قدم مساهمات كبيرة في السنوات الأخيرة في التحليل النقدي للعلوم البيولوجية والمعلوماتية.